# Nir Am
Nir ʿAm (hebräisch נִיר עָם Nīr ʿAm, deutsch ‚neu gebrochenes Land/Neuland des Volkes‘) ist ein 1943 gegründeter Kibbuz im Süden Israels zwischen dem Gazastreifen und Sderot. Er gehört zur Regionalverwaltung Scha’ar HaNegev.
Nir Am ist ein säkularer, landwirtschaftlicher Kibbuz, in dem etwa 100 Familien verschiedener Herkunft leben. Seit seiner Gründung an Tu biSchevat 1943 zu Zeit des Völkerbundsmandats für Palästina siedelten sich Menschen aus dem übrigen Israel, Lateinamerika, Frankreich und Nordafrika hier an.
Seit 2007 zählt Nir ʿAm zum so genannten Gaza Envelope, dem Grenzgebiet entlang der Grünen Linie mit zahlreichen Einschlägen aus dem Gazastreifen, das Israels besonderer steuerlicher Förderung unterliegt. 
Im Zuge des Gaza-Konflikts im Juli 2014 geriet der weniger als zwei Kilometer vom Gazastreifen entfernt liegende Kibbuz in die Schlagzeilen, da mehrfach Terroristen der radikal-islamistischen Hamas über ihr Tunnelsystem in direkter Nähe von Nir Am nach Israel eindrangen. Zwar konnten die Angriffe meist abgewehrt werden, es gab jedoch auch tödliche Anschläge auf israelische Soldaten nahe Nir Am.
In Nir Am sind alleine in den zwei Wochen vom 14. bis 28. Mai 2018 durch Branddrachen aus dem Gazastreifen 100 Hektar Weizenfelder zerstört worden.
Beim Terrorangriff der Hamas auf Israel 2023 war Nir Am einer der Orte, die von den Bewohnern erfolgreich verteidigt wurden. Angeführt von der 25-Jährigen militärischen Sicherheitskoordinatorin Inbal Rabin-Lieberman, erste Frau in Israel als militärischer Sicherheitskoordinator, konnte das zwölfköpfige Sicherheitsteam den Angriff stoppen. The Jerusalem Post berichtete, mehr als ein Dutzend bewaffnete Terroristen hätten sich dem Kibbuz genähert. Rabin-Lieberman erklärte der Jerusalem Post in einem telefonischen Interview, drei der Terroristen seien erschossen worden; bis zum Eintreffen des Militärs habe das Sicherheitsteam die Angreifer dreieinhalb Stunden lang in Schach gehalten.

## Bilder

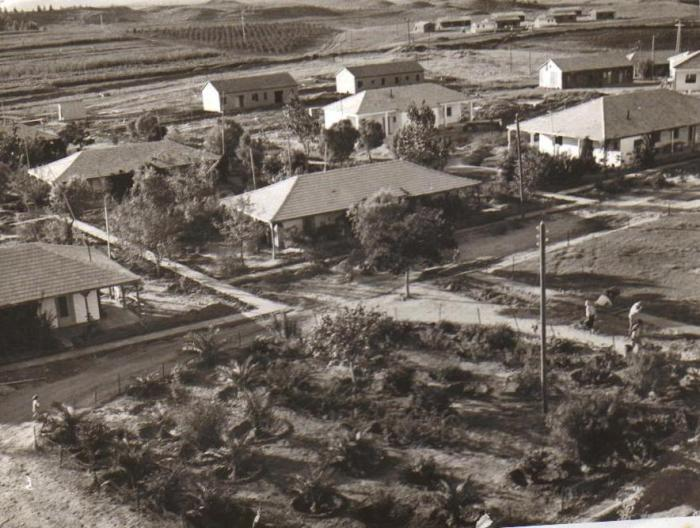
Nir Am (1950)
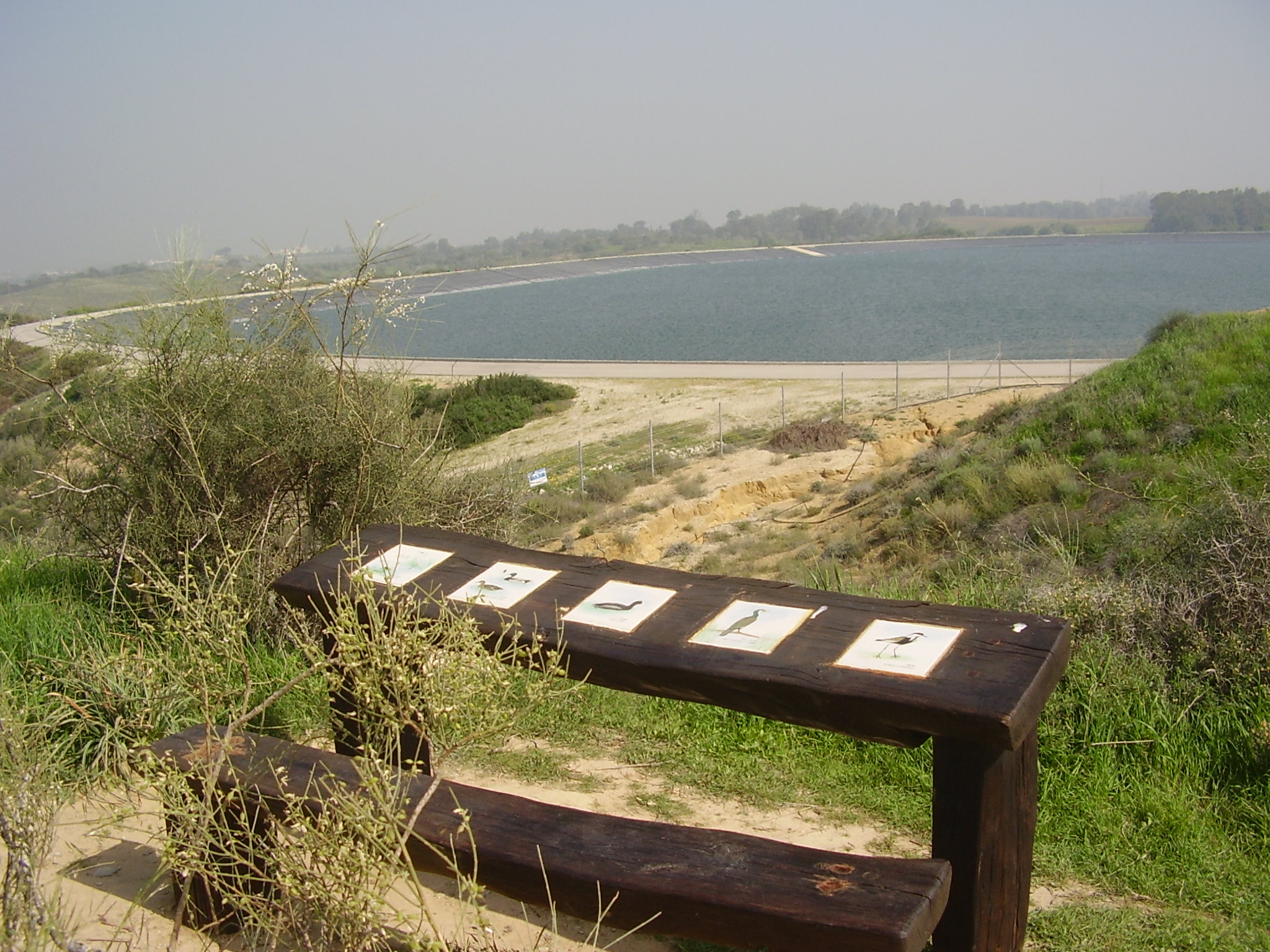
Nir Am Reservoir (2010)
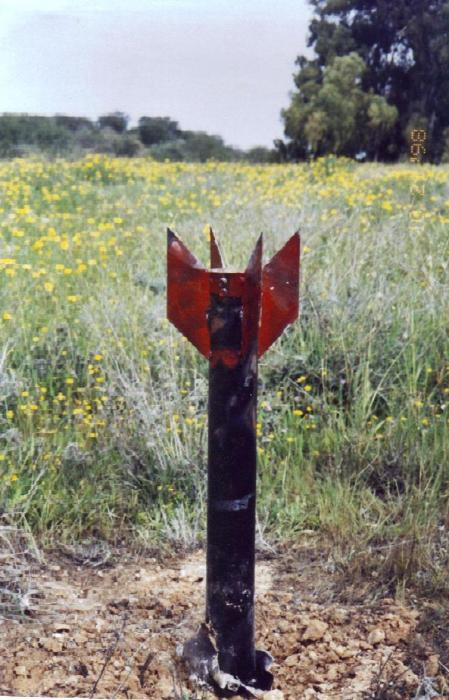
Kassam-Rakete in der Nähe von Nir Am (2006)
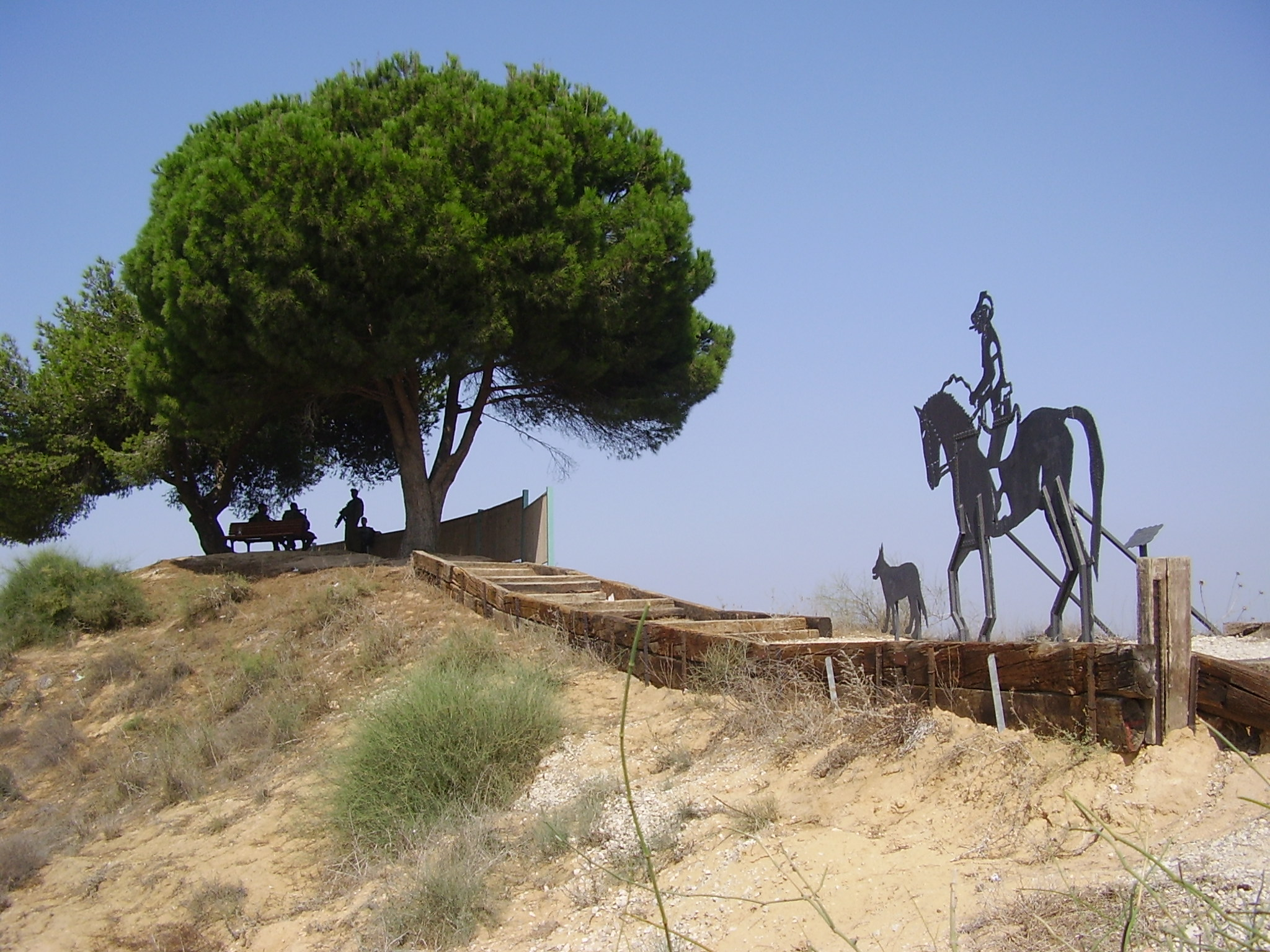
Hügel nahe Nir Am mit Denkmal (2009)